# Prinsen och tiggaren (film)
Prinsen och tiggaren (engelska: The Prince and the Pauper) är en amerikansk äventyrsfilm från 1937 i regi av William Keighley. Filmen är baserad på Mark Twains roman Prinsen och tiggargossen från 1881. I huvudrollerna ses Errol Flynn, tvillingarna Billy och Bobby Mauch i titelrollerna samt Claude Rains

## Rollista i urval
- Errol Flynn – Miles Hendon
- Billy Mauch – Tom Canty
- Bobby Mauch – prins Edward
- Claude Rains – hertigen av Somerset
- Henry Stephenson – hertigen av Norfolk
- Barton MacLane – John Canty
- Alan Hale, Sr. – gardeskapten
- Eric Portman – förste kammarherre
- Lionel Pape – andre kammarherre
- Leonard Willey – tredje kammarherre
- Murray Kinnell –	Hugo Hendon
- Halliwell Hobbes – ärkebiskopen
- Phyllis Barry – baruppasserska
- Ivan F. Simpson – Clemens
- Montagu Love – Henrik VIII av England
- Fritz Leiber – fader Andrew
- Elspeth Dudgeon – John Cantys mor
- Mary Field – Mrs. Canty
- Forrester Harvey – fyllig man
- Joan Valerie – Lady Jane Seymour
- Lester Matthews – St. John
- Robert Adair – förste vakten
- Harry Cording – andre vakten
- Robert Warwick – lord Warwick
- Holmes Herbert – förste läkaren
- Ian MacLaren – andre läkaren
- Anne Howard – Lady Jane Grey
- Gwendolyn Jones – Lady Elizabeth
- Lionel Braham – rufflare
- Lionel Belmore – värdshusvärd
- Ian Wolfe – ägaren
- Leo White – gycklare